# کتی ناجیمی
کتی ناجیمی (به انگلیسی: Kathy Najimy) (زاده ۶ فوریه ۱۹۵۷) یک بازیگر، کمدین، کارگردان، نویسنده و تهیه‌کننده و فعال اجتماعی آمریکایی است.
از فیلم‌های معروف او می‌توان به شاه ماهیگیر، سگ‌دو، پنج، فرزندان، گربه‌ها نمی‌رقصند، شعبده‌بازی، امید شناور و در جستجوی دکتر سئوس اشاره کرد.

## زندگی شخصی
ناجیمی در ۶ فوریه ۱۹۵۷، در سن دیگو، کالیفرنیا از یک خانواده آمریکایی لبنانی به نام سامیا و فرد ناجیمی زاده شد. او کاتولیک بزرگ شد و در دبیرستان کرافورد حضور یافت. در اوت سال ۱۹۹۸، ناجیمی با بازیگر/خواننده دن فینریتی ازدواج کرد. آنها یک دختر به نام سامیا متولد ۱۹۹۶ دارند.

## فیلم‌ها

### فیلم
- راه سخت در نقش لانگ
- در جستجوی دکتر سئوس در نقش کتی لین
- ظرف صابون در نقش تاونی میلر
- شاه ماهیگیر در نقش مشتری ویدیو هوس
- راهبه بدلی در نقش خواهر مری پاتریک
- شعبده‌بازی در نقش مری اندرسون
- راهبه بدلی ۲: بازگشت به عادت در نقش خواهر مری پاتریک
- نوادا در نقش روث
- امید شناور در نقش تونی پست
- عروس چاکی در نقش تابی
- برنامه‌ریز عروسی در نقش گری
- اگر این دیوارها می‌توانستند صحبت کنند ۲ در نقش دکتر در بخش "۲۰۰۰"
- سگ‌دو در نقش بورلی پیر
- استپ آپ سه‌بعدی در نقش
- شهر خرس ۲: خواستگاری در نقش
- سفر گناه در نقش جیل
- یک کریسمس مدیایی در نقش کیم ویلیامز
- پنج در نقش راکی
- فرزندان در نقش ملکه بدجنس
- دامپلین
- ستاره‌هایی در فیلم‌های کوتاه
- این زندگی من است

### انیمیشن
- گربه‌ها نمی‌رقصند در نقش تلی هیپو (صداپیشه)
- برادر خرس ۲ در نقش عمه تقیق (صداپیشه)
- وال-ئی در نقش مری (صداپیشه)
- راز بال‌ها در نقش ملکه تابستان (صداپیشه)
- هی آرنولد! در نقش خانم بلانش (صداپیشه) ۲ قسمت
- پادشاه تپه در نقش پگی هیل (صداپیشه) ۶۷ قسمت
- راگرتز در نقش گوسی (۱ قسمت)
- تینکربل در نقش ملکه تابستان (صداپیشه)
- بابای آمریکایی! در نقش باربارا "بارب" هانسون (صداپیشه)
- بابای آمریکایی! در نقش چریل (صداپیشه)
- بوجک هورسمن در نقش مارسی قسمت: "Commence Fracking"

### سریال
- نسخه اولیه در نقش روانی قسمت: "Psychic"
- زندگی سوئیت زاک و کودی در نقش مدیر قسمت: "First Day of High School"
- کدبانوهای وامانده در نقش کارآگاه دنیس لاپرا قسمت: "Careful the Things You Say"[۸]
- بتی بی‌ریخته در نقش دکتر فرانکل قسمت: "Million Dollar Smile"
- معاون رئیس‌جمهور در نقش وندی کیگان (۱۰ قسمت)
- جوان‌تر در نقش دنیل هلر (۵ قسمت)
- ابتدایی در نقش راینا کارنو قسمت: "Rekt in Real Life"
- جادوگر خوب در نقش ویلو قسمت: "The Road Trip"